# シャングリ・ラ (マーク・ノップラーのアルバム)
『シャングリ・ラ』（Shangri-La）は、スコットランドのミュージシャン、マーク・ノップラーが2004年に発表した、ソロ名義では4作目（コラボレーション・アルバムやサウンドトラックは除く）のスタジオ・アルバム。

## 背景
2003年3月17日、ノップラーはロンドンでオートバイ乗車中の事故により、鎖骨や肋骨を骨折する重傷を負い、同年予定されていたヨーロッパ・ツアーやイギリス・ツアーはキャンセルとなった。そして、約7か月にわたる治療期間を経て、ノップラーは本作の制作に着手した。ただし、ノップラーは本作収録曲「ドント・クラッシュ・ジ・アンビュランス」に関して、自身の事故を題材とした曲ではなく「もっと政治的に触発された曲」と説明している。
本作のレコーディングは、かつてボブ・ディランやニール・ヤングなども録音を残したシャングリ・ラ・スタジオで行われた。「ブーム・ライク・ザット」は、マクドナルドを大手チェーンストアに育て上げた実業家レイ・クロックをモチーフとしている。

## 反響・評価
母国イギリスでは、本作からの先行シングル「ブーム・ライク・ザット」が全英シングルチャートで34位に達し、本作は全英アルバムチャートで5週トップ100入りして、最高11位を記録した。ノルウェーでは、2004年第41週のアルバム・チャートで1位を獲得し、6週連続でトップ10入りして、ノップラーのソロ・アルバムとしては3作目の1位獲得アルバムとなった。
ジェイムズ・クリストファー・モンガーはオールミュージックにおいて5点満点中3.5点を付け「彼の前2作において顕著だった、ブリティッシュ・フォークやケルト的なポップスの色を多少捨て去り、より静かで思慮深く、本格的なカントリー・フォーク・バラードや、ブルージーでミッド・テンポの哀歌が選曲された」と評している。

## 収録曲
全曲ともマーク・ノップラー作。
1. 午前5時15分 "5.15 A.M." – 5:54
2. ブーム・ライク・ザット "Boom, Like That" – 5:49
3. サッカー・ロウ "Sucker Row" – 4:56
4. ザ・トローラーマンズ・ソング "The Trawlerman's Song" – 5:02
5. バック・トゥ・テュペロ "Back to Tupelo" – 4:31
6. アワ・シャングリ・ラ "Our Shangri-La" – 5:41
7. エヴリバディ・ペイズ "Everybody Pays" – 5:24
8. ソング・フォー・ロニー・リストン "Song for Sonny Liston" – 5:06
9. ウープ・ディ・ドゥー "Whoop De Doo" – 3:53
10. ポストカーズ・フロム・パラグアイ "Postcards from Paraguay" – 4:07
11. オール・ザット・マターズ "All That Matters" – 3:08
12. スタンド・アップ・ガイ "Stand Up Guy" – 4:32
13. ドネガンズ・ゴーン "Donegan's Gone" – 3:05
14. ドント・クラッシュ・ジ・アンビュランス "Don't Crash the Ambulance" – 5:06

## 参加ミュージシャン
- マーク・ノップラー - ボーカル、ギター
- リチャード・ベネット - ギター
- ジム・コックス - ピアノ、ハモンドオルガン、メロディカ、ハーモニカ
- ガイ・フレッチャー - ピアノ、ハモンドオルガン、エレクトリックピアノ、ハーモニウム、クラビネット
- グレン・ワーフ - エレクトリックベース、アップライト・ベース
- チャド・クロムウェル（英語版） - ドラムス

アディショナル・ミュージシャン
- ポール・フランクリン - ペダル・スティール・ギター(on #6, #9)